# Тебектенеры
Тебектенеры (также Тебектенерово) — исчезнувший посёлок в Октябрьском районе Волгоградской области. Располагался на реке Мышкова примерно в 9 км выше села Капкинка.

## История
Дата основания не установлена. До революции Тебектенеры входили в Северный аймак Малодербетовского улуса Калмыцкой степи Астраханской губернии. В 1920 году при формирования границ Калмыцкой автономной области эта территория оказалась за её пределами. 
По состоянию на 1928 год входил в состав Красноармейского района Нижневолжского края (с 1930 года - Сталинградский край), являлся административным центром Тебектенеровского сельсовета. В 1931 году в связи с расформированием передан Красноармейского района в состав Котельниковского района. 28 декабря 1943 года калмыки, проживавшие в селе, были депортированы. В 1949 году Тебектенеровский сельсовет был ликвидирован. Решением Волгоградского сельского облисполкома от 30 октября 1964 года № 30/439 «Об исключении из учетных данных некоторых населенных пунктов Октябрьского района» посёлок Тебектенерово был исключён из учётных данных в связи с переселением жителей в посёлок Привольный Привольненского сельсовета.